# Agrostis weberbaueri
Agrostis weberbaueri é uma espécie de gramínea do gênero Agrostis, pertencente à família Poaceae.